# العبر (صنعاء)

تعديل مصدري - تعديل

العبر هي إحدى قرى الجمهورية اليمنية. وهي تتبع جغرافيًا لمحافظة صنعاء. وإداريًا لمديرية جحانة. يبلغ تعداد سكانها 941 نسمة حسب الإحصاء الذي جرى عام 2004.